# 438
438 (CDXXXVIII) fue un año común comenzado en sábado del calendario juliano, en vigor en aquella fecha.
En el Imperio romano, el año fue nombrado el del consulado de Teodosio y Glabrio, o menos comúnmente, como el 1191 Ab urbe condita, adquiriendo su denominación como 438 a principios de la Edad Media, al establecerse el anno Domini.

## Acontecimientos
- 15 de febrero: en Roma, el emperador Teodosio II publica el código de leyes Codex theodosianus, la primera colección oficial de leyes del Imperio romano, para orientación general.
- Hermerico, rey de los suevos asocia a su hijo Requila al trono.

## Fallecimientos
- Bahram V, apodado el Onagro, rey de Persia.